# Li Dayin
Li Dayin (李大银S; Chongqing, 12 febbraio 1998) è un sollevatore cinese.

## Palmarès
- Mondiali

Aşgabat 2018: bronzo negli 81 kg.
Pattaya 2019: argento negli 81 kg.
Bogotà 2022: oro negli 81 kg.
Riad 2023: argento negli 89 kg.
- Campionati asiatici

Ningbo 2019: oro negli 81 kg.
Jinju 2023: oro negli 89 kg.
Jiangshan 2025: argento negli 89 kg.